# Starkenberg
Starkenberg é um município da Alemanha localizado no distrito de Altenburger Land, estado da Turíngia.  Pertence ao Verwaltungsgemeinschaft de Altenburger Land.

## Demografia
Evolução da população (em 31 de dezembro):
| - 1994 - 1.319 - 1995 - 1.312 - 1996 - 1.342 - 1997 - 1.337 | - 1998 - 1.345 - 1999 - 1.351 - 2000 - 1.307 - 2001 - 1.290 | - 2002 - 1.276 - 2003 - 1.260 - 2004 - 1.239 - 2005 - 1.226 - 2006 - 1.192 |

Fonte: Thüringer Landesamt für Statistik